# ولسوالی قرغان
ولسوالی قرغان یکی از ۱۴ ولسوالی‌‌‌‌ ولایت فاریاب، به مرکزیت شهر قرغان در شمال غربی افغانستان است. قرغان از ولسوالی‌های درجه دوم ولایت فاریاب بوده، پهناوری آن ۷۹۷ کیلومتر مربع است و با ۵۴٬۲۰۷ نفر جمعیت در سال ۱۳۹۹، یازدهمین ولسوالی پر جمعیت‌ ولایت فاریاب می‌باشد که ۹۰ درصد را ترکمن و ۱۰ درصد را دیگر اقوام  شامل می‌شوند.
ولسوالی قرغان از شمال و غرب با ترکمنستان، از شرق با ولسوالی خان چارباغ، از جنوب با ولسوالی قرم‌قل و از جنوب شرق با ولسوالی‌ ولسوالی اندخوی محدود می‌باشد.

## منبع‌ها
1. ↑  «برآورد نفوس کشور:١٣٩٩» (PDF). اداراه احصائیه مرکزی افغانستان. ٢٨ می ٢٠٢٠. بایگانی‌شده از اصلی (PDF) در ۳ ژوئیه ۲۰۲۰. دریافت‌شده در ٢٨ می ٢٠٢١.
2. ↑   «جمعیت‌شناسی و جمعیت ولایت فاریاب» (PDF). هیئت معاونیت ملل متحد در افغانستان و   سالنامۀ آماری افغانستان، سال ۲۰۰۶ میلادی. وزارت احیا و انکشاف دهات افغانستان. دریافت‌شده در ۱۲-۱۲-۱۳۹۰. تاریخ وارد شده در |تاریخ بازدید= را بررسی کنید (کمک)